# Hans Backoffen
Hans Backoffen (también escrito Backoff, Backoffenn, Backoiffen y Backofen, Sulzbach, h. 1470-Maguncia, 21 de septiembre de 1519) fue un escultor alemán. Fue ciudadano de Maguncia y escultor en la corte del príncipe-obispo. Sus obras fueron producidas sobre todo entre 1505 y 1519 en el electorado de Maguncia y sus alrededores.

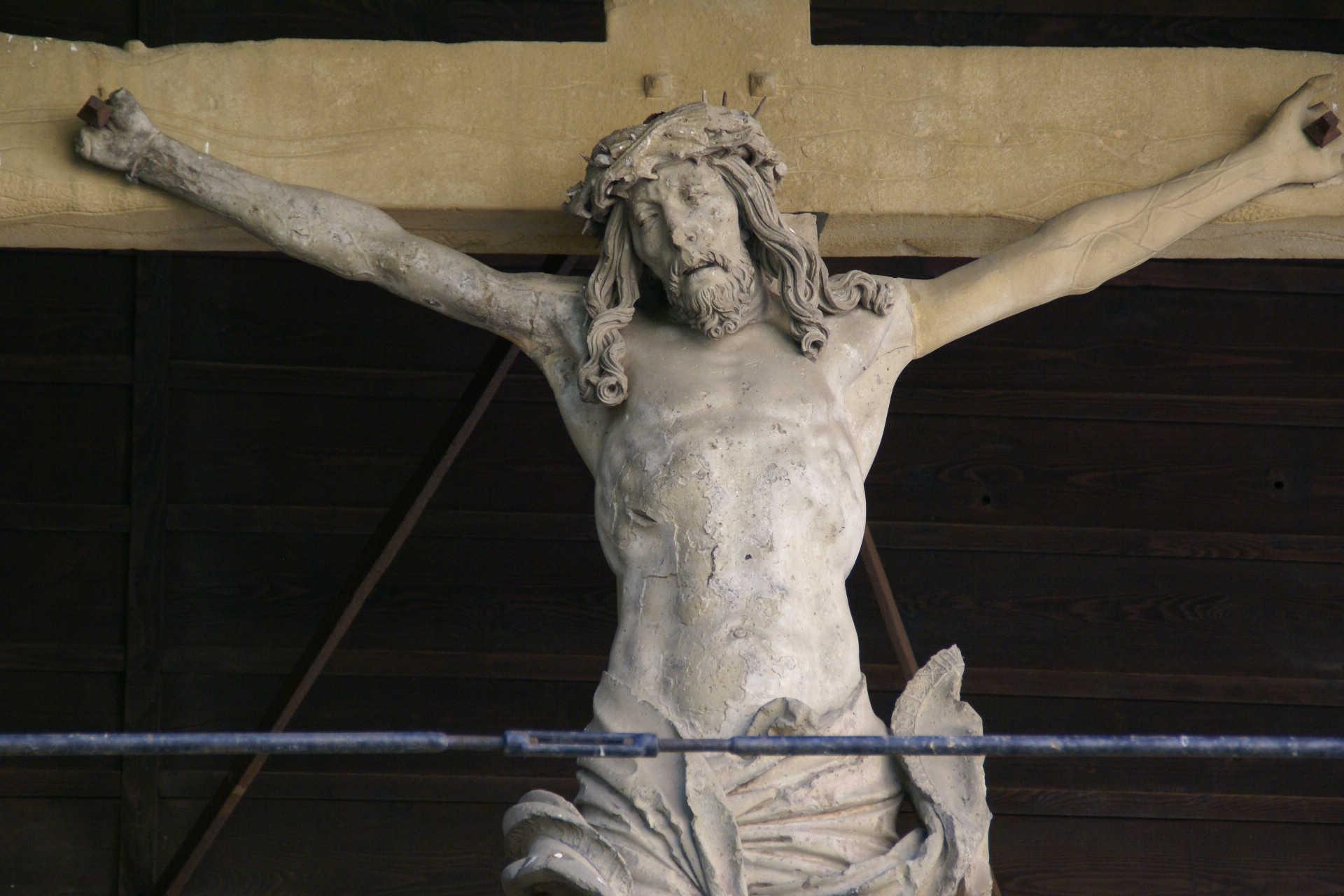
Detalle del Cristo crucificado del calvario de Bad Wimpfen.

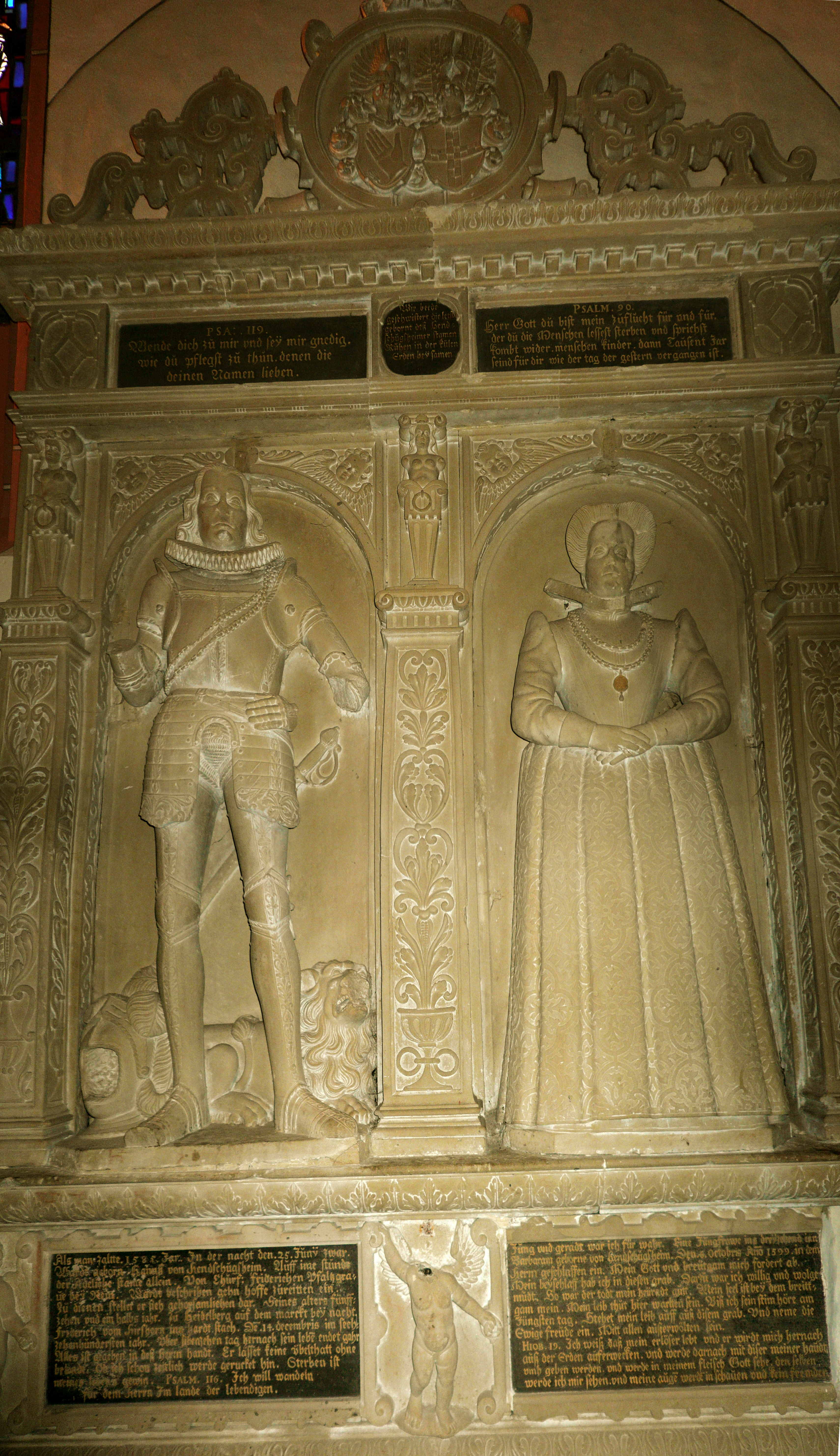
Monumento funerario de Johann von Ingelheim y de su esposa en la iglesia de Saint-Vit (Heidelberg).

## Datos biográficos
Backoffen nació probablemente en Sulzbach del Meno, que pertenecía al arzobispado de Maguncia. Una segunda hipótesis también le hace nacer en Sulzbach, cerca de Höchst (Fráncfort del Meno). Su obra pertenece al estilo gótico tardío del Rin Medio. Era feligrés de la Iglesia de San Ignacio (Maguncia) y está enterrado en el cementerio bajo un notable crucifijo tallado por él mismo.

## Obras

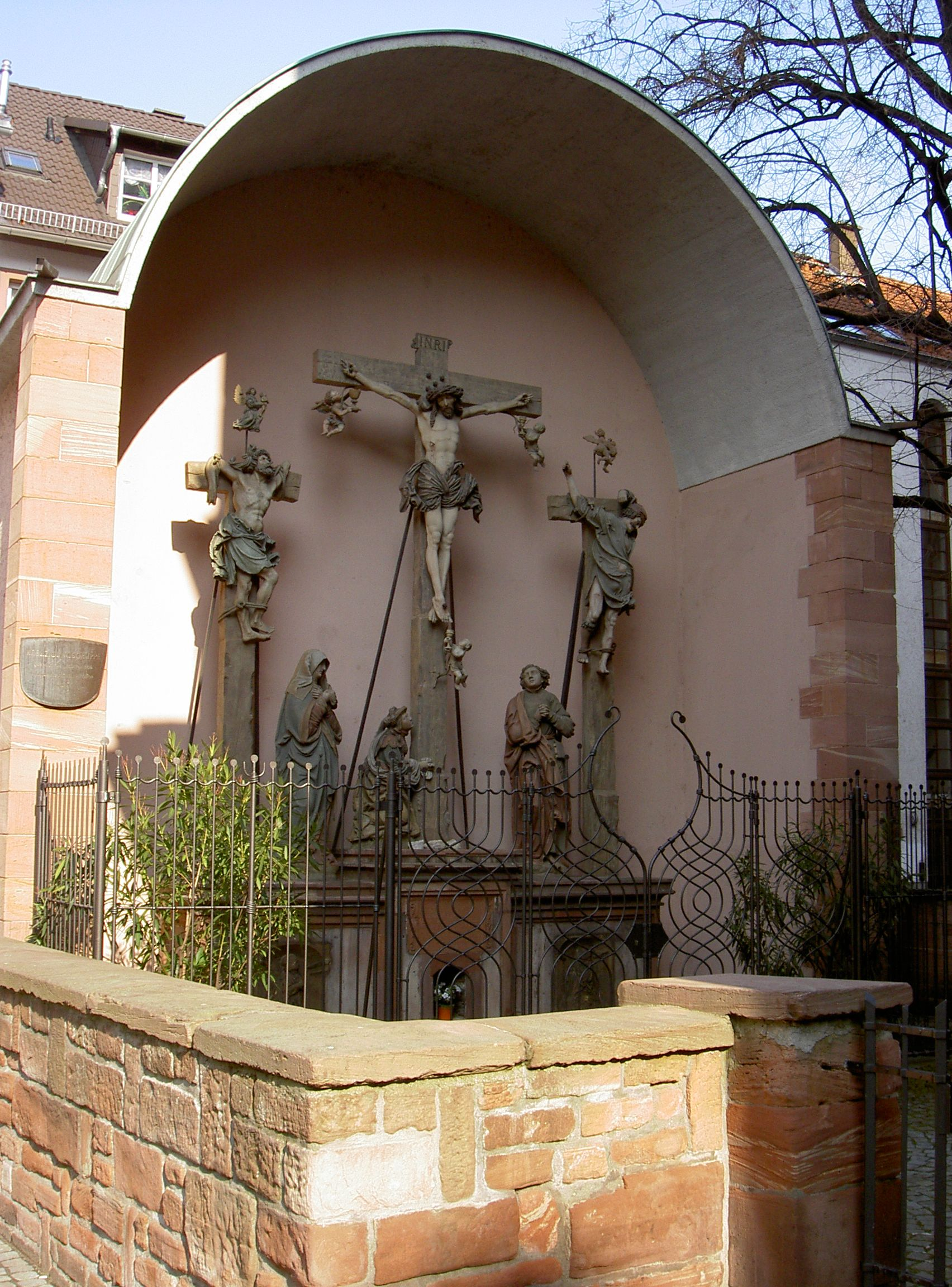
Calvario de la Iglesia de San Ignacio de Maguncia.

- Monumento Funerario del Arzobispo Berthold von Henneberg, así como los de los arzobispos Jakob von Liebenstein (alrededor de 1510) y Uriel von Gemmingen (entre 1515 y 1517) en la Catedral de Maguncia.
- La tumba de Johann von Ingelheim y su esposa Margarethe von Handschuhsheim en la iglesia de Saint-Vit-Handschuhsheim de Heidelberg (después de 1517)
- Calvario del Consejero Jakob Heller en la Catedral de Frankfurt (1509)
- Calvario en el cementerio de la iglesia de San Pedro de Frankfurt (1510-1511)
- Calvario de la Iglesia de Hessenthal (1519)
- Calvario del cementerio de la Iglesia de San Ignacio de Maguncia (1519)
- Calvario de la iglesia del de Bad Wimpfen
- Crucifixión en la iglesia de Iglesia de San Pedro (Maguncia)
- Altar de la Capilla de la Santa Cruz en Großostheim
- Calvario de la iglesia de Santa Catalina, cerca de Vettelschoß

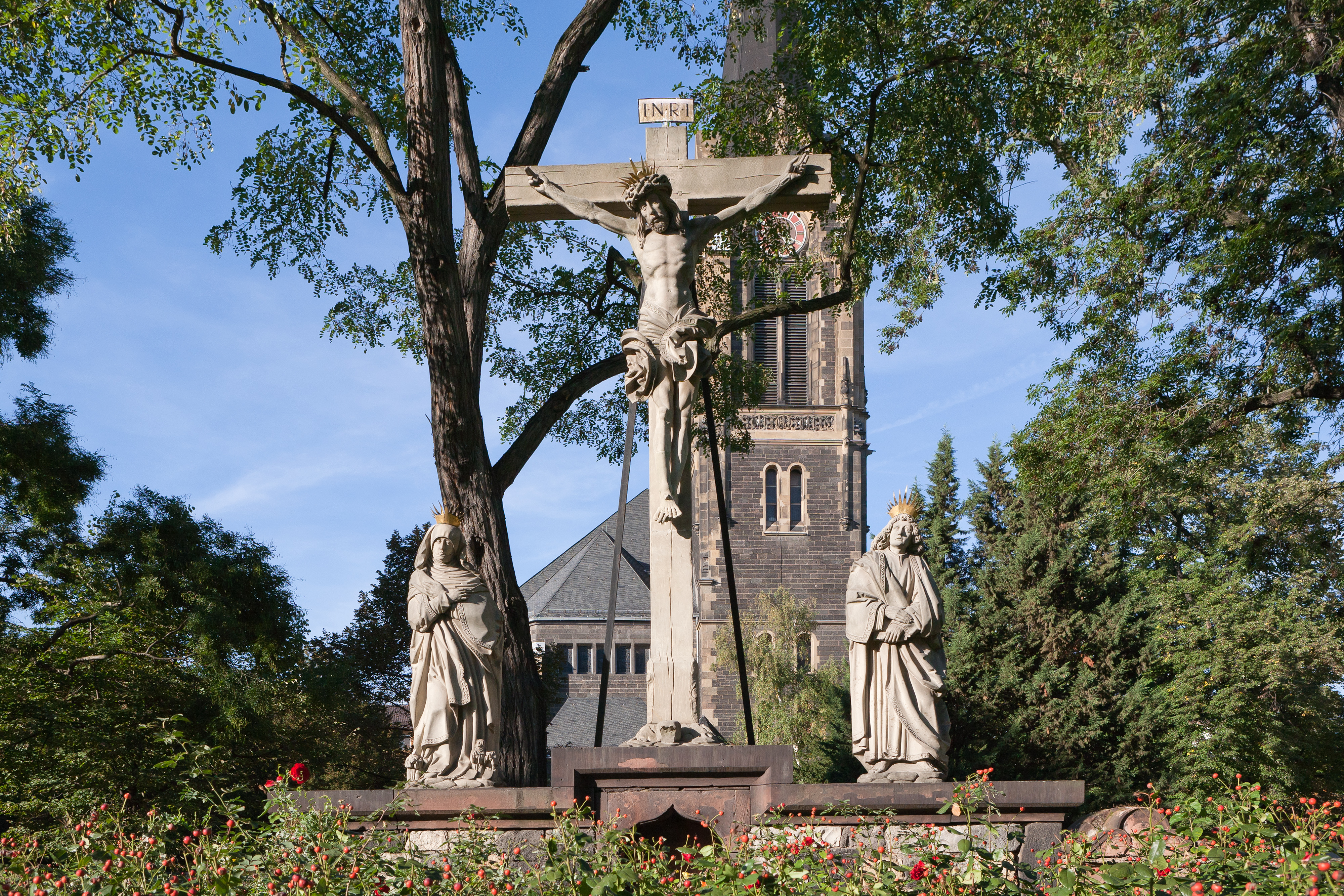
Calvario de la iglesia de San Pedro de Frankfurt
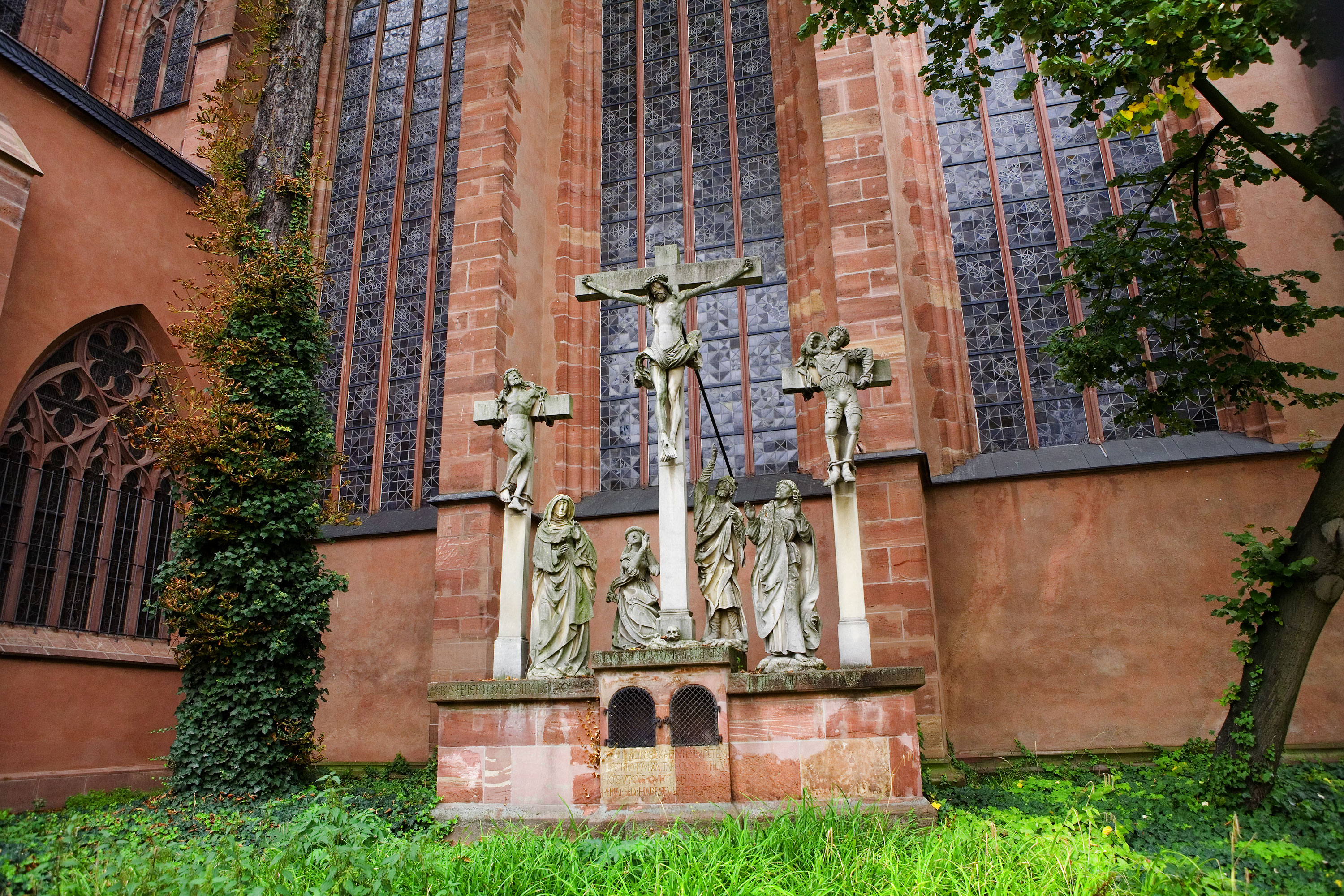
Calvario de la catedral Saint-Barthélémy de Fráncfort
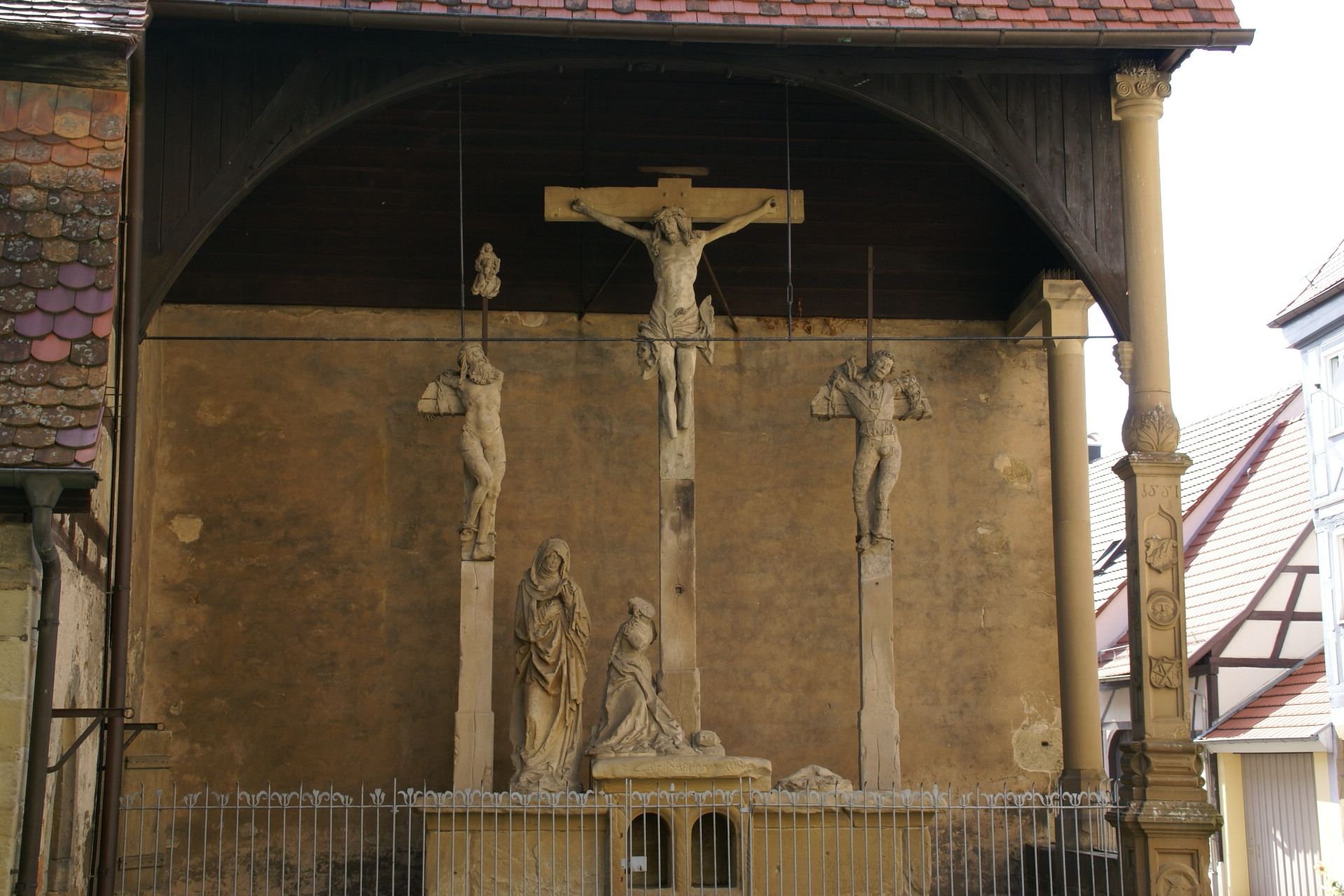
Calvario de Bad Wimpfen